# Драган Шолак (предузетник)
Драган Шолак (Крагујевац, 19. јул 1964) српски је предузетник и медијски могул. Године 2000. основао је United Group. До 2025. Шолак је обављао функцију председника саветодавног одбора United Group. Његово нето богатство процењено је на преко  милијарду евра, а од 2021. сматра се најбогатијим човеком у Србији.

## Биографија
Рођен је 19. јула 1964. у Крагујевцу. Касније се преселио у Београд због студија, али га је напустио како би се усредсредио на пословне могућности. Године 1990. покренуо је производну делатност, једну од првих у бившој Југославији. Након почетка рата у Босни и Херцеговини, провео је деценију у иностранству радећи на пољу интелектуалне својине и ауторских права. После свргавања Слободана Милошевића 2000. године покренуо је кабловског оператора SBB у свом родном граду. Године 2014. основан је United Group.

## Каријера

### 
Мали кабловски оператор у власништву Шолака, КДС Крагујевац, 2002. спајањем са неколико других кабловских оператора прераста у SBB, а 2012. аквизицијама у околним државама настаје United Group који је једно од најдоминантнијих медијских предузећа у југоисточној Европи, пружајући широкопојасне, мобилне и ТВ услуге у више држава. Шолак је до 17. јуна 2025. обављао функцију председника саветодавног одбора, са 33% власничког удела.
Шолак је водећи инвеститор и председник инвестиционе фирме Sport Republic. У јануару 2022. Sport Republic је постао власник енглеског клуба Саутемптон који је откупио 80% акција од кинеског бизнисмена Гао Џишенга за око 100 милиона фунти. Након што је Саутемптон испао из Премијер лиге након прве сезоне у власништву Sport Republic, Шолак је признао да су власници клуба сувише удаљени да би имали потпуно разумевање шта се дешава и обећао да ће бити више укључени у даљем току.
У августу 2022. Sport Republic је такође стекао 70% контролног удела у турском клубу Гозтепе, а у јулу 2023. постао већински акционар француског клуба Валенсјен.

## Истраге о прању новца
Словеначки огранак регионалног информативног портала N1, у власништву Шолака је 13. маја 2023. известио о опсежним и нерегуларним истрагама које је спровела Канцеларија за спречавање прања новца Словеније у децембру 2021. Истраге су се одвијале у атмосфери политичке кампање у Словенији како су се приближавали избори. Прикупљени докази сугеришу да је шеф кабинета Дамјан Жугељ, кога је поставила странка СДС, суочен са временским ограничењем, добио анонимну дојаву која му омогућава да покрене истрагу, вероватно у контексту предизборног споразума председника Србије Александра Вучића и бившег председника Владе Словеније Јанеза Јанше да преко надлежних служби за борбу против прања новца прикупљају потенцијално штетне информације о својим противницима. Јанша је демантовао наводе о договору са Вучићем, док је Жугељ објаве портала N1 окарактерисао као политичку освету.
Национални истражни биро Словеније је 13. октобра 2023. ухапсило Дамјана Жугеља, бившег директора Канцеларија за спречавање прања новца, и његове најближе сараднике под сумњом злоупотребе положаја. НИБ је рекао да су осумљичењи незаконито стекли увид у 224 банковна рачуна, наводно и укључујући Шолаков.